# Gangelsberg
Der Gangelsberg ist ein 340 m hoher Berg im Nahetal nahe Bad Kreuznach.

## Geschichte
Auf dem Gangelsberg war von 1813 bis 1814 eine Station der optischen Telegrafenlinie Metz–Mainz. Durch den nordwestlichen Teil verläuft der Kinnsfelstunnel, einer von insgesamt drei Tunneln der seit 1996 stillgelegten Glantalbahn.

## Lage und Umgebung
Der Gangelsberg liegt zwischen den Ortschaften Oberhausen an der Nahe, Schloßböckelheim, Boos (Nahe) und Duchroth südlich der Nahe.

## Geologie
Er besteht überwiegend aus vulkanischen Gesteinen (Andesit, Latit) des Rotliegend. Die Nahe umfloss das Massiv bis zur pleistozänen Hauptterrassenzeit (vor ca. 500.000 Jahren) im Süden, verlagerte dann ihren Lauf aber nach Norden und schuf somit ringsherum mehr oder weniger steile und stellenweise felsige Hänge.

## Flora und Fauna
Auf dem Gangelsberg befinden sich größere Bestände an Magerrasen. Hier kommen unter anderem der Segelfalter (Iphiclides podalirius), die Smaragdeidechse (Lacerta viridis) und die Steppensattelschrecke (Ephipigger ephipigger) vor. Andere Teile des Berges, besonders die Nordhänge, sind bewaldet. An den Südhängen existieren einige Weinberge.

## Wandern
Über und um den Gangelsberg führen mehrere ausgeschilderte Wanderwege, darunter der 12,8 km lange Weg Vitaltour Gangelsberg. In der Gipfelregion des Berges wurden einige Kunstwerke installiert, darunter der so genannte „Steintisch“. Startpunkt der Wanderungen ist Duchroth.